# Umbracsa amarilla
Umbracsa amarilla is een insect uit de familie van de vlinderhaften (Ascalaphidae), die tot de orde netvleugeligen (Neuroptera) behoort. 
Umbracsa amarilla is voor het eerst wetenschappelijk beschreven door New in 1984.